# Religija u Armeniji
Religija u Armeniji (2011.)
██ Armenska apostolska Crkva (92,7 %)
██ ostale kršćanske (2,1 %)
██ jazidizam (0,8 %)
██ ostalo (0,4 %)
██ nisu religiozni (4,0 %)
Armenija je pretežno je kršćanska, odnosno 94,8% populacije su kršćani. Armenija je jedna od najhomogenijih zemalja Svijeta i po religiji i po nacionalnosti. Armenija je najstarija kršćanska zemlja. Druge religije imaju jako malo sljedbenika.

## Povijest
Armenija je jedan od krajeva svijeta gdje se kršćanstvo davno proširilo.

## Vjerska struktura
Procjene koje navodi CIA za 2011. godinu govore o sljedećem vjerskom sastavu:
- Armenska apostolska Crkva 92,6%
- evangelici 1%
- ostali 2,4%
- nikoja 1,1%
- nespecificirano 2,9%

## Galerija
- Širenje kršćanstva u Europi i na Sredozemlju.
- Europa u doba velike podjele 1054. godine.
- Religija u Europi, na Sredozemlju i na Bliskom Istoku 1100.
- Religije u Europi 1560.